# Arkiomaanjärvi
Arkiomaanjärvi eller Arkiomaajärvi är en sjö i Finland. Den ligger i kommunen Hollola i landskapet Päijänne-Tavastland, i den södra delen av landet, 110 km norr om huvudstaden Helsingfors. Arkiomaanjärvi ligger 106,8 meter över havet. I omgivningarna runt Arkiomaanjärvi växer i huvudsak blandskog. Den är 20,2 meter djup. Arean är 2,07 kvadratkilometer och strandlinjen är 12,72 kilometer lång. Sjön  ingår i Kymmene älvs huvudavrinningsområde. 